# 小行星1896
小行星1896（1896 Beer）是一颗绕太阳运转的小行星，为主小行星带小行星。该小行星于1971年10月26日发现。
該小行星以德國天文學家亞瑟·比爾命名。

## 轨道参数
小行星1896的轨道半长轴为2.3688167 UA，离心率为0.221。